# Ла Ваиниља, Ранчо ла Ваиниља (Петатлан)
Ла Ваиниља, Ранчо ла Ваиниља (шп. La Vainilla, Rancho la Vainilla) насеље је у Мексику у савезној држави Гереро у општини Петатлан. Насеље се налази на надморској висини од 110 м.

## Становништво
Према подацима из 2005. године у насељу је живело 21 становника.

### Хронологија
| Година       | 2000 | 2005 |
| ------------ | ---- | ---- |
| Становништво | 9    | 21   |

### Попис
| # | Индикатор                        | Вредност |
| - | -------------------------------- | -------- |
| 1 | Укупно појединачних домаћинстава | 2        |